# Старокаширское шоссе
Старокаши́рское шоссе́ (название утверждено в 1956 году) — улица в Южном административном округе города Москвы на территории района Нагатино-Садовники. Проходит от Каширского проезда до Каширского шоссе. Нумерация домов начинается от Каширского проезда.
Также Старокаширским шоссе иногда[когда?][кто?] называют старую дорогу Москва — Кашира, которая в настоящее время является дублёром трассы «Дон».

## Происхождение названия
Шоссе получило своё название после реконструкции трассы (ранее — начальный участок Каширского шоссе).

## Здания и сооружения
- Школа № 507
- Нагатинский районный суд

## Транспорт
- Станции метро:
  - «Варшавская» (Большая кольцевая линия)
  - «Каширская» (Замоскворецкая и Большая кольцевая линия).
- Автобус № с806 (от станции метро «Нагатинская»).